# Helheim (zespół muzyczny)
Helheim – norweski zespół muzyczny, grający muzykę na pograniczu viking metalu, black metalu a także folk metalu, założony w 1992 roku przez Ørjana "V'gandr" Nordvika i "H’grimnira. Wkrótce do zespołu dołączył perkusista Frode "Hrymr" Rødsjø. Nazwa zespołu pochodzi od słowa Helheim znanego w mitologii nordyckiej jako miejsce umarłych. Także teksty piosenek zespołu dotyczą w głównej mierze mitologii nordyckiej.
Na początku zespół koncertował wyłącznie na lokalnych festiwalach w Bergen, także dwa pierwsze dema zespołu wydane w 1993 i 1994 roku były rozpowszechniane tylko w Norwegii. Wszystko zmieniło się gdy zespół podpisał pierwszy kontrakt i wydał swój pierwszy album studyjny Jormundgand zarejestrowany w Grieghallen Studio w 1995 roku.
W roku 1996 zespół po raz pierwszy wybrał się na europejską trasę koncertową. Po powrocie z trasy Helheim natychmiast rozpoczął prace nad nową płytą i już w roku 1997 wydał swój drugi album studyjny Av Norrøn Ætt. W roku 1999 zespół podpisał kolejny kontakt płytowy tym razem z wytwórnia muzyczną Sjef Studio która wydała w tym samym roku minialbum zespołu pt.Terrorveldet, oraz trzeci studyjny album Blod & Ild w roku 2000. Kolejnym krokiem zespołu było wydanie czwartego już albumu studyjnego pt.Yersinia Pestis w 2003 roku, który zebrał bardzo dobre opinie wśród krytyków muzycznych. W roku 2006 zespół wydał piąty album studyjny pt.The Journeys and the Experiences of Death tym razem przez lokalną wytwórnię Dark Essence Records, a dwa lata później zrealizował szósty i jak na razie ostatni album pt."Kaoskult".

## Dyskografia
- Helheim (demo, 1993)
- Niðr Ok Norðr Liggr Helvegr (demo, 1994)
- Jormundgand (1995)
- Av Norrøn Ætt (1997)
- Terrorveldet (minialbum, 1999)
- Blod & Ild (2000)
- Yersinia Pestis (2003)
- The Journeys and the Experiences of Death (2006)
- Kaoskult (2008, Dark Essence Records)
- Heiðindómr Ok Mótgangr (2011, Dark Essence Records)[6]
- raunijaR (2015, Dark Essence Records)